# Vincent Fichot
Vincent Fichot, né à Saint-Martin-de-Crau, est un Français connu pour son combat pour retrouver ses enfants.

## Biographie

### Enfance et formation
Il naît à Saint-Martin-de-Crau.

### Carrière
Il travaille comme banquier.

### Vie privée
En 2009, il se marie avec une Japonaise avec qui il a deux enfants.

### Affaire judiciaire
En 2018, il quitte sa femme japonaise qui emmène leurs enfants avec elle, privant Vincent Fichot de la possibilité de les voir. Il a un fils de trois ans et une fille de 11 mois.
En 2021, il est estimé à environ 150 000 le nombre d'enfants dans cette situation,. Au Japon, un seul parent, souvent la mère, obtient l’autorité parentale exclusive. Aux yeux de la justice nipponne, l’autre parent devient un simple tiers, effacé des mémoires familiales.
Pendant les Jeux olympiques de Tokyo, il médiatise sa situation par une grève de la faim,,,,,.
En 2022, la France émet un mandat d'arrêt international à l'encontre de sa femme pour enlèvement,.
Il a créé une application pour faciliter les recherches des enfants enlevés.

## Dans la culture populaire
Son combat a servi d'inspiration pour le film Une part manquante de Guillaume Senez.